# Antoine Dard
Antoine Dard (* 2. November 1715 in Chapaize; † 13. August 1784 in Paris) war ein französischer Komponist, Oboist, Fagottist und Musiktheoretiker der Vorklassik.

## Leben
Über Antoine Dards erste Lebensjahre und seine Ausbildung ist nur wenig bekannt. Er heiratete 1734 in Dijon und lebte ab 1754 in Grenoble. Ab 1760 gehörte er zu jenen Musikern, die man als ordinaire du Roy bezeichnete und erhielt eine Anstellung in der königlichen Kapelle von Ludwig XV. sowie im Orchester der Académie royale de musique, dem Vorläufer der Pariser Oper, wo er bis 1778 tätig war. Erst ab 1763 erhielt er für die Dauer von sechs Jahren die Stelle des grand hautbois de la Chambre et Écurie du Roy. 1773 erhielt er ein königliches Privileg für die Herausgabe der von ihm selber komponierten Werke.

## Werk
Von den Vokalkompositionen Dards sind nur wenige erhalten, sie sind teilweise in den Katalogen seiner beiden Verlegerinnen Mme. Berault und Mlle. Girard aufgeführt. Die erhaltenen Ariettes und Barcaroles behandeln durchgehend Liebesthemen in allen Nuancen mit einer sehr innigen Ausdrucksweise. Diese Werke sind meistens für Gesangsstimme und 2 Violinen und B.c. gesetzt. Die Sonatensammlung op. 1 für Violine oder Flöte und B.c. ist virtuos, stellt aber keine schwierigen technischen Anforderungen, anders als seine anspruchsvollen für Fagott oder Cello komponierten Sonaten op. 2, die Dards Gönner M. Duvauchel, einem hohen königlichen Beamten der Forst- und Wasserverwaltung gewidmet waren. Sie sind bis auf eine Sonate viersätzig angelegt, alle Sonaten sind melodiös und erheblich verziert, der italienische Einfluss ist unverkennbar. Dard erwähnt im Vorwort ausdrücklich, dass diese Werke vor allem einen didaktischen Charakter haben (l'envie d'instruire) (abgerufen am 30. Mai 2020).

## Diskografie
- 6 Sonaten op. 2, Interpreten: Kristin von der Goltz (Cello), Hille Perl (Viola da Gamba), Christine Schornsheim (Cembalo) (Label Raumklang, 2007)
- 6 Sonaten op. 2 und 3 Arietten, Interpreten: Ricardo Rapoport (Fagott), Pascal Dubreuil (Cembalo), Karine Serafin (Sopran), François Nicolet (Flöte) (Label: Ramée 2007)